# Lupfig
Lupfig (schweizerdeutsch: ˈlʊpfig) ist eine Einwohnergemeinde im Schweizer Kanton Aargau. Sie gehört zum Bezirk Brugg und liegt vier Kilometer südlich des Bezirkshauptorts Brugg.

## Geographie
Die Gemeinde liegt am westlichen Rand des Birrfelds, einer ausgedehnten Ebene zwischen der Aare im Westen und der Reuss im Osten. Die Ebene weist keinerlei nennenswerte Erhebung auf und wird landwirtschaftlich intensiv genutzt. Die östlichen zwei Drittel des lang gestreckten Gemeindegebiets sind völlig flach, dort befindet sich ein Regionalflugplatz. Im Norden riegelt der 434 Meter hohe Guggerhübel das Birrfeld vom Hausener Tal ab. Ganz im Nordosten hat Lupfig einen kleinen Anteil am 500 Meter hohen Eiteberg. Das westliche Drittel liegt am stellenweise steilen Nordhang des Chestenbergs, einem bis zu 647 Meter hohen Ausläufer des Faltenjuras östlich der Aare, der das Birrfeld vom Bünztal trennt. Lupfig ist mit Birr vollständig zusammengewachsen, die Grenzen zwischen diesen einst getrennten Dörfern sind nicht mehr auszumachen.
Die Fläche des Gemeindegebiets beträgt 845 Hektaren, davon sind 234 Hektaren bewaldet und 200 Hektaren überbaut. Der höchste Punkt liegt auf 647 Metern auf dem Grat des Chestenbergs, der tiefste auf 386 Metern in der Ebene. Nachbargemeinden sind Hausen und Habsburg im Norden, Mülligen im Osten, Birrhard im Südosten, Birr und Möriken-Wildegg im Süden, Holderbank im Südwesten und Brugg im Westen.

## Geschichte

Luftbild aus 700 m von Walter Mittelholzer (1920)

Früheste Siedlungsspuren sind eine zum römischen Legionslager Vindonissa führende Wasserleitung (siehe Wasserleitungen von Vindonissa) und alemannische Gräber. Die erste urkundliche Erwähnung von Lupfanch erfolgte im Jahr 1273, als Graf Rudolf I. von Habsburg das Dorf vorübergehend zwecks Bezahlung von Schulden dem Kloster Wettingen zur Nutzniessung überliess. Der Ortsname stammt vom mittelhochdeutschen (ze dem) lupfenden wange und bedeutet «beim ansteigenden Abhang». Lupfig gehörte im Mittelalter zum Eigenamt, dem ältesten Besitz der Habsburger, deren Stammsitz nur wenige Kilometer entfernt auf dem Wülpelsberg steht. 1397 übertrugen sie die Grund- und Gerichtsherrschaft an das Kloster Königsfelden in Windisch.
Nach der Eroberung des Aargaus durch die Eidgenossen im Jahr 1415 übernahm die Stadt Bern die Herrschaft, und das Eigenamt war nun Teil der Untertanengebiete im Berner Aargau. 1528 führten die Berner die Reformation ein und lösten das Kloster Königsfelden auf. Sie wandelten das Eigenamt in die Landvogtei Königsfelden um und übten danach sämtliche Rechte aus. Beim Franzoseneinfall im März 1798 entmachteten die Franzosen die «Gnädigen Herren» von Bern und riefen die Helvetische Republik aus, die 1803 aufgelöst wurde. Lupfig gehört seither zum Kanton Aargau.
Ab Mitte des 18. Jahrhunderts besserten die Bauern ihr Einkommen mit Heimarbeit auf, zunächst in der Baumwollverarbeitung, dann im 19. Jahrhundert für die Strohgeflechtindustrie. Von 1880 bis 1940 bestand eine Steinschleiferei als Zulieferbetrieb der Uhrenindustrie. Der Anschluss ans Eisenbahnnetz erfolgte am 1. Juni 1882 durch die Eröffnung der Linie Brugg–Hendschiken der Aargauischen Südbahn. Bis 1950 blieb Lupfig ein stark von der Landwirtschaft geprägtes Dorf mit stagnierender Bevölkerungszahl.
An der Landesausstellung 1964 in Lausanne stellten Stadtplaner ambitiöse Pläne für eine Gartenstadt «Birrfeld» mit 15'000 Einwohnern vor. Das Projekt entsprach dem Fortschrittsglauben der 1960er Jahre, wurde aber nie verwirklicht. Bis etwa 1980 konzentrierte sich das Wachstum auf die Nachbargemeinde Birr. Seither haben sich auch in Lupfig grosse Unternehmen niedergelassen, und die Bevölkerungszahl hat sich seither mehr als verdoppelt. Vor allem die 1996 eröffnete Bözbergautobahn begünstigt dieses Wachstum. Per 1. Januar 2018 erfolgte die Fusion mit der benachbarten Gemeinde Scherz.

## Wappen
Die Blasonierung des Gemeindewappens lautet: «In Blau drei gelbe Ähren.» Auf dem Gemeindesiegel von 1811 wurde erstmals ein Wappen mit Korngarben und Ähren verwendet, welche die fruchtbaren Böden des Birrfelds symbolisieren. 1964 liess man die Garben weg, da sie unproportional wirkten.

## Bevölkerung
Die Einwohnerzahlen entwickelten sich wie folgt:
| Jahr      | 1764 | 1850 | 1900 | 1930 | 1950 | 1960 | 1970 | 1980 | 1990 | 2000 | 2010 | 2020 |
| Einwohner | 363  | 736  | 582  | 605  | 637  | 693  | 893  | 954  | 1349 | 1819 | 2177 | 3157 |

Am 31. Dezember 2023 lebten 3359 Menschen in Lupfig, der Ausländeranteil betrug 22,6 %. Bei der Volkszählung 2015 bezeichneten sich 34,0 % als reformiert und 29,9 % als römisch-katholisch; 36,1 % waren konfessionslos oder gehörten anderen Glaubensrichtungen an. 89,4 % gaben bei der Volkszählung 2000 Deutsch als ihre Hauptsprache an, 3,5 % Italienisch, 1,3 % Serbokroatisch, je 0,8 % Albanisch, Englisch und Spanisch sowie 0,7 % Französisch.

## Politik und Recht
Die Versammlung der Stimmberechtigten, die Gemeindeversammlung, übt die Legislativgewalt aus. Ausführende Behörde ist der fünfköpfige Gemeinderat. Er wird im Majorzverfahren vom Volk gewählt, seine Amtsdauer beträgt vier Jahre. Der Gemeinderat führt und repräsentiert die Gemeinde. Dazu vollzieht er die Beschlüsse der Gemeindeversammlung und die Aufgaben, die ihm vom Kanton zugeteilt wurden. Für Rechtsstreitigkeiten ist in erster Instanz das Bezirksgericht Brugg zuständig. Lupfig gehört zum Friedensrichterkreis VIII (Brugg).

## Wirtschaft
In Lupfig gibt es gemäss der im Jahr 2015 erhobenen Statistik der Unternehmensstruktur (STATENT) rund 2150 Arbeitsplätze, davon 2 % in der Landwirtschaft, 21 % in der Industrie und 77 % im Dienstleistungssektor. Wie der Nachbarort Birr ist auch Lupfig stark industrialisiert. Die bekanntesten Unternehmen sind der Autoimporteur AMAG, der Magnethersteller Arnold Magnetic Technologies, die Suhner Holding AG und die Grossbäckerei Hiestand.

## Verkehr

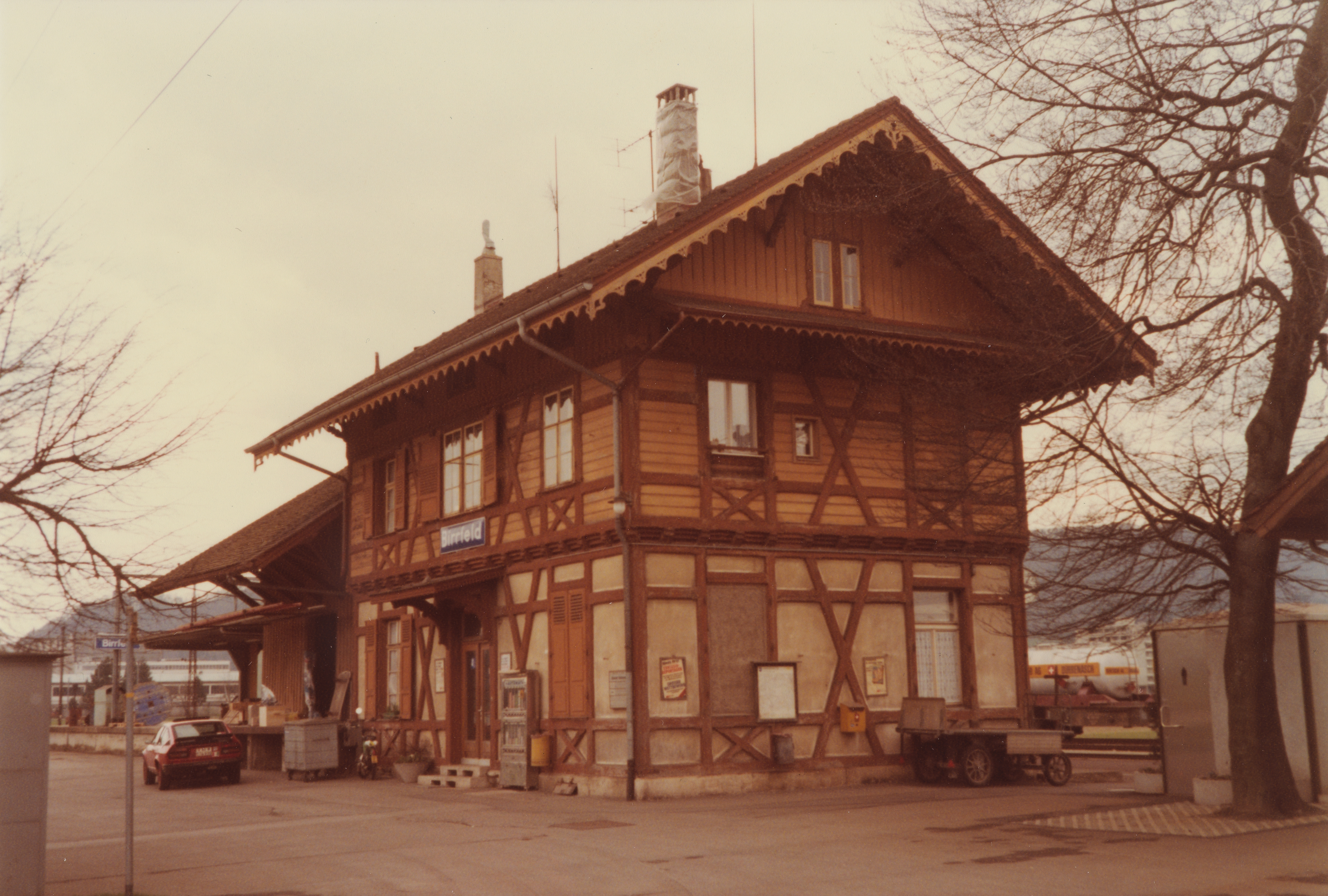
Bahnhof Birrfeld 1982, ersetzt 1994 durch den Bahnhof Lupfig

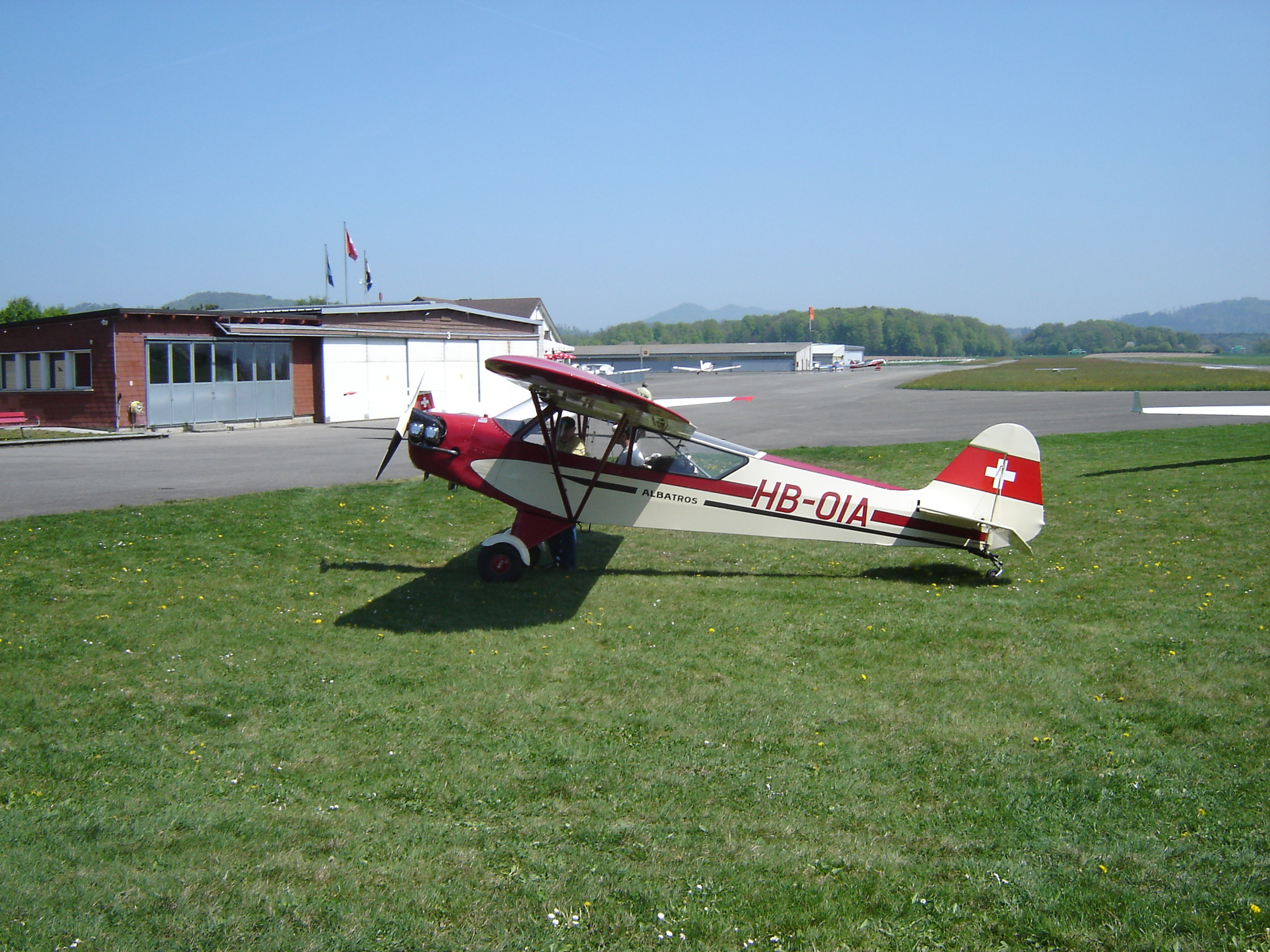
Flugplatz Birrfeld

Die Kantonsstrasse 280 von Wohlen nach Brugg verläuft östlich des Zentrums durch die Industriezone. Von dieser zweigt die Kantonsstrasse 399 nach Schinznach-Bad ab. Nördlich des Dorfes quert die Autobahn A3 die Ebene, der Autobahnanschluss liegt etwa zwei Kilometer nordöstlich des Dorfes. In der Industriezone befindet sich ein Bahnhof, in dem Regionalzüge nach Aarau, Muri und Baden halten. Eine Postautolinie verbindet Birr mit dem Bahnhof Brugg. An Wochenenden verkehrt ein Nachtbus von Brugg über Birr nach Mülligen bzw. nach Habsburg.
Ganz im Osten liegt der Flugplatz Birrfeld (ICAO-Code LSZF), einer der wichtigsten Flugplätze der allgemeinen Luftfahrt in der Schweiz und Heimatflugplatz verschiedener Luftsportgruppen. Er besitzt eine 727 m lange Piste und eine Fliegerschule.

## Bildung
Die Gemeinde verfügt über einen Kindergarten und ein Schulzentrum mit Primarschule, Realschule und Sekundarschule. Die Bezirksschule kann in Windisch besucht werden. Die nächstgelegenen Gymnasien sind die Kantonsschule Aarau, die Kantonsschule Baden und die Kantonsschule Wettingen.